# Andrew R. King
Andrew R. King (* 10. Februar 1947) ist ein britischer theoretischer Astrophysiker. Er ist Professor an der University of Leicester.
Er befasst sich mit astrophysikalischer Hydrodynamik, speziell Akkretionsscheiben, starken Röntgenquellen, Galaxienbildung, aktive galaktische Kerne mit massiven zentralen Schwarzen Löcher, engen Doppelsternsystemen mit kompaktem, massivem Partner, und Mechanismen für Gammablitze. 
Mit Chris Nixon und Daniel Price fand er in Simulationen einen Akkretionsmechanismus, der das schnelle Wachstum supermassiver schwarzer Löcher erklären könnte, die schon früh im Universum aus einfallenden Gasmassen entstanden (2012). Er betrachtete dabei den Fall nicht mit dem Spin des Schwarzen Lochs ausgerichteter, sondern mehrerer geneigter Akkretionsscheiben. Die Kompensation der Drehimpulse ermöglichte in den Simulationen von über 100fach höheren Wachstumsraten der Schwarzen Löcher.
Aus Simulationen von Doppelsternsystemen, bei denen ein Partner ein massives Objekt ist, das von einem Begleitstern über die Bildung einer Akkretionsscheibe Gas abzieht, fand er Bestätigung, dass plötzliche Röntgenausbrüche auf Schwarze Löcher deuten, kontinuierliche Strahlung aber auf Neutronensterne im Zentrum, da dort die Strahlung von der Sternoberfläche (die bei Schwarzen Löchern fehlt) für Stabilisierung sorgt.
2003 entwickelte er ein Modell für die Bildung supermassiver Schwarzer Löcher in Galaxien und deren Wechselwirkung mit der Wirtsgalaxie, die die 1999 gefundene M-sigma Relation zwischen Massen der supermassiven Schwarzen Löcher und Geschwindigkeitsdispersion der Sterne im Bulge der Wirtsgalaxie gut wiedergibt (besser als ein Modell von Joseph Silk und Martin Rees von 1998).
King leitet mit James Edward Pringle die UK Astrophysical Fluids Facility (UKAFF).
Für 2014 erhielt er die Eddington-Medaille.

## Schriften
- mit J. Frank, D. J. Raine Accretion Power in Astrophysics, 3. Auflage, Cambridge University Press 2002
- mit J. E. Pringle Astrophysical Flows, Cambridge University Press, 2007
- Accretion and Outflow in Active Galaxies, in  B.M. Peterson, R.S. Somerville, T. Storchi-Bergmann (Hrsg.) Co-Evolution of Central Black Holes and Galaxies, IAU Symposium 2010, Arxiv
- Accretion in compact binaries, in: W.H.G. Lewin, M. van der Klis (Hrsg.), Compact Stellar X-Ray Sources, Arxiv 2003
- Black Holes, Galaxy Formation, and the MBH-σ Relation, The Astrophysical Journal Letters, Band 596, 2003, L27–L2, Arxiv